# Greta Matassa
Greta Matassa (* 5. September 1962 in Seattle) ist eine US-amerikanische Jazzsängerin, die vorwiegend im Pazifischen Nordwesten der USA arbeitet.

## Leben und Wirken
Matassas Familie zog in ihrer Kindheit häufig um; so wuchs sie u. a. auf Bainbridge Island im Puget Sound nahe bei Seattle auf. Frühe Einflüsse hatten die Jazzplatten ihres Vaters, wie von Rita Reys. Zu ihren größten Einflüssen zählt sie besonders Anita O’Day. Nachdem sie die Highschool vorzeitig verlassen musste, arbeitete sie in Salem (Oregon) mit dem Pianisten und Sänger Tim Clark. In Seattle sang sie in den 1980er Jahren in Rock- und Jazzbands, u. a. bei dem Gitarristen Michael Powers (1985) und in Jim Rasmussen’s Jazz Police Big Band. 1989 wirkte sie als Ersatz für Ernestine Anderson in einem Kurt-Weill-Programm mit, was insgesamt zehn Jahre lief und sie in Seattle bekannt machte. 1994 legte sie mit If the Moon Turns Green ihr Plattendebüt vor; danach unterbrach sie vorübergehend ihre Karriere, heiratete und zog zwei Kinder auf.
Nach ihrer Scheidung setzte sie Anfang der 2000er Jahre ihre Karriere fort; 2001 hatte sie mit dem Album All This and Heaven Too: Live at Bake's Place auf Origin Records ein Comeback. Matassa bevorzugt Songmaterial des Great American Songbook von Harold Arlen, Irving Berlin, Rodgers und Hart, Jimmy Van Heusen, Kurt Weill, George Gershwin, Billy Strayhorn und Duke Ellington; dabei improvisiert sie in einem zeitgenössischen Scat-Stil. Sie arbeitet meist mit dem Bassisten Clipper Anderson, dem Pianisten Randy Halberstadt, Schlagzeuger Mark Ivester und der Vibraphonistin Susan Pascal. Sie kooperierte auch mit verschiedenen Theater- und Musikprojekten Seattles, so mit dem Spectrum Dance Theater, Pacific Northwest Ballet, Teatro ZinZanni, dem Seattle Repertory Jazz Orchestra und dem Seattle Men’s Chorus. 2016 trat sie mit der Band von John Clayton bei einer Hundertjahrfeier zu Ehren von Ella Fitzgerald auf.

## Auszeichnungen
Das in Seattle angesiedelte Jazzmagazin Earshot wählte sie vier Mal zur besten Jazzvokalistin im Nordwesten.

## Diskographische Hinweise
- 2001 – All This and Heaven Too: Live at Bake's Place (Origin) mit Randy Halberstadt
- 2002 – Live At Tula's (Jazz Stream, ed. 2011)
- 2003 – Two for the Road (Origin) mit Mimi Fox
- 2005 – Favorites from a Long Walk (Origin)
- 2007 – The Smiling Hour (Origin)
- 2009 – I Wanna Be Loved (Resonance)
- 2009 – And to All a Good Night  (Origin) mit Clipper Anderson
- 2011 – Favorites From A Long Walk (Origin)
- 2019 – Portrait (Origin), mit Alexey Nikolaev, Clipper Anderson, Mark Ivester, Darin Clendenin

## Weblink
Greta Matassa bei Discogs